# Charles Léa Eyoum
Charles Léa Eyoum, né le 16 janvier 1951 à Douala, est un footballeur international camerounais des années 1970 reconverti entraîneur.
Révélé avec le Diamant et le Canon de Yaoundé, Léa est international durant son passage dans ces deux clubs (1969-1972). Il rejoint alors l'US Toulouse en Division 2, puis l'US Quevilly en D3 un an après et enfin le Stade rennais dans l'élite. Il y reste deux années mais une blessure l'empêche de jouer. Charles Léa prend la direction de l'Amicale de Lucé, promu en D2 1976-77, puis du SM Caen au même niveau la saison suivante, mais ne joue à chaque fois qu'une poignée de rencontres.
En 1978, Léa Eyoum arrive au Villemomble Sports, en quatrième division et devient entraîneur-joueur. Il rentre ensuite en Afrique où il devient entraîneur dans son pays natal, après un détour par la Côte d’Ivoire. Il prend ensuite des responsabilités dans les instances footballistiques locales, au sein du syndicat des joueurs puis à la fédération camerounaise.
Son neveu James Léa Siliki est aussi footballeur professionnel.

## Biographie

### Débuts aux Cameroun
Révélé avec le club d'Aigle Nkongsamba, Charles Léa Eyoum rejoint le Diamant Yaoundé et devient international avec les Lions indomptables en 1969. Trois fois vice-champion du Cameroun, il offre la Coupe du Cameroun en 1971.
Léa Eyoum remporte la Coupe d’Afrique des clubs champions avec le Canon de Yaoundé qu’il renforce contre les Ghanéens d’Ashanti Kotoko de Kumasi en 1971. Au terme de cette année 1971, Charles Léa Eyoum se voit décerner le Ballon de bronze africain, devancé par Ibrahim Sunday et Robert Mensah, deux ghanéens du club finaliste de la C1.
En équipe nationale pendant trois ans, Léa Eyoum inscrit près de trente buts mais ne remporte aucun titre. En 1972, la troisième place de la Coupe d'Afrique des nations est une désillusion. En 2006, Charles Léa fait partie de la liste publiée par la CAF des deux cents meilleurs joueurs africains des cinquante dernières années d'après un vote populaire.
Il passe aussi par Africa Sport et Stella d’Abidjan en Côte d’Ivoire.

### Passage en France
Charles Léa Eyoum commence sa carrière européenne en rejoignant l'US Toulouse (D2) en 1972 dont il devient le premier jouer camerounais de l'histoire.
Entre 1973-1975, Charles Léa Eyoum passe le Brevet d'état de football second degré et fait partie de la même promotion que Roger Lemerre et Jean-Michel Larqué. Après une saison à l'UST, Léa Eyoum part jouer un niveau plus bas (D3), à l'US Quevilly lors de la saison 1973-1974.
En 1974, Charles Léa est le premier joueur camerounais à porter le maillot du Stade rennais. Il réalise de bons débuts avec deux buts pour ses deux premiers matchs, à Nice (défaite 4-1) et contre Angers (victoire 2-0) début août. L’attaquant camerounais marque ensuite le pas, et voit sa période rennaise définitivement gâchée, après onze matchs et trois buts, par une blessure au genou. Rennes termine avant-dernier et est relégué en Division 2. Léa Eyoum ne dispute aucun match durant la saison 1975-1976.
Pour l'exercice 1976-1977, il prend la direction de Lucé, promu en D2, où il ne dispute que trois matchs en fin de saison, mais réussit à inscrire deux buts pour l'équipe surprise du championnat qui termine à la quatrième place.
Il rejoint Caen aussi en D2 et joue sept matchs puis et enfin Villemomble, son dernier club français où il rend le rôle d'entraîneur-joueur de l'équipe promue en quatrième division. Avec seulement trois victoires, celle-ci termine avant-dernière du groupe B et est reléguée au niveau régional.

### Entraîneur au Cameroun
Léa rentre ensuite en Afrique, mais fait un détour par la Côte d’Ivoire avant de rentrer au Cameroun. De retour au pays, il embrasse la carrière d’entraîneur dans sa ville natale de Douala : à l'AS Babimbi (1985-1986), aux Léopards (1982-84 puis 92-94), au Dynamo (88-89 puis 96-98) et à l'Union sportive (94-96 et 98-2000),.
Après le football, Léa Eyoum retourne faire des études supérieures de comptable. Cela lui permet de travailler tour à tour dans une Société de café à Abidjan en Côte d'Ivoire, ainsi que dans plusieurs structures au Cameroun.
Ensuite, il prend des responsabilités dans les instances footballistiques locales, au sein du syndicat des joueurs puis à la fédération camerounaise. En 2005, il est membre du bureau exécutif de la ligue provinciale de football du Littoral où il occupe le poste de vice-président. Il devient président d’honneur de l’Association des entraîneurs de football de la province du Littoral.
En 2012, malgré ses multiples occupations traditionnelles de chef du canton Diketi et premier notable du canton Bell à Bali, à 60 ans, Léa est à la tête de la ligue régionale du Littoral.

## Statistiques
Charles Léa Eyoum dispute une saison de première division française durant laquelle il prend part à onze matchs et inscrit trois buts.
| Saison                | Club                  | Championnat           | Championnat | Championnat | Coupe(s) nationale(s) | Coupe(s) nationale(s) | Compétition(s) continentale(s) | Compétition(s) continentale(s) | Compétition(s) continentale(s) | Total | Total |
| Saison                | Club                  | Division              | M.          | B.          | M.                    | B.                    | Comp.                          | M.                             | B.                             | M.    | B.    |
| 1968                  | Aigle Nkongsamba      | D1                    | -           | -           | -                     | -                     | -                              | -                              | -                              | 0     | 0     |
| 1969                  | Aigle Nkongsamba      | D1                    | -           | -           | -                     | -                     | -                              | -                              | -                              | 0     | 0     |
| 1969                  | Diamant Yaoundé       | D1                    | -           | -           | -                     | -                     | -                              | -                              | -                              | 0     | 0     |
| 1970                  | Diamant Yaoundé       | D1                    | -           | -           | -                     | -                     | -                              | -                              | -                              | 0     | 0     |
| 1971                  | Diamant Yaoundé       | D1                    | -           | -           | -                     | -                     | -                              | -                              | -                              | 0     | 0     |
| 1971                  | Canon Yaoundé         | D1                    | -           | -           | -                     | -                     | C1                             | -                              | -                              | 0     | 0     |
| 1972                  | Canon Yaoundé         | D1                    | -           | -           | -                     | -                     | -                              | -                              | -                              | 0     | 0     |
| 1972-1973             | US Toulouse           | D2                    | -           | -           | -                     | -                     | -                              | -                              | -                              | 0     | 0     |
| 1973-1974             | US Quevilly           | D3                    | -           | -           | -                     | -                     | -                              | -                              | -                              | 0     | 0     |
| 1974-1975             | Stade rennais FC      | D1                    | 11          | 3           | -                     | -                     | -                              | -                              | -                              | 11    | 3     |
| 1975-1976             | Stade rennais FC      | D2                    | -           | -           | -                     | -                     | -                              | -                              | -                              | 0     | 0     |
| 1976-1977             | Amicale de Lucé       | D2                    | 3           | 2           | -                     | -                     | -                              | -                              | -                              | 3     | 2     |
| 1977-1978             | SM Caen               | D2                    | 7           | -           | -                     | -                     | -                              | -                              | -                              | 7     | 0     |
| 1978-1979             | Villemomble Sports    | D4                    | -           | -           | -                     | -                     | -                              | -                              | -                              | 0     | 0     |
| Total sur la carrière | Total sur la carrière | Total sur la carrière | 21          | 5           | -                     | -                     | -                              | -                              | -                              | 21    | 5     |

## Palmarès
Charles Léa Eyoum remporte plusieurs fois la finale de la Coupe du Cameroun, à la fois comme joueur et comme entraîneur. La première est gagnée avec le Diamant de Yaoundé en 1971. Trois fois vice-champion du Cameroun, il remporte avec le Canon de Yaoundé la finale de la Coupe d'Afrique des Clubs champions en 1971.

### Joueur
- Coupe des Clubs Champions
  - Vainqueur : 1971 avec Canon Yaoundé

- Ballon de Bronze Africain

- Coupe d'Afrique des nations de football
  - Demi-finaliste : 1972
- 52 sélections en Équipe du Cameroun de football
- Coupe du Cameroun (1)
  - Vainqueur : 1971 avec le Diamant Yaoundé[3]

### Entraîneur
- Coupe du Cameroun (1)
  - Vainqueur : 1998 avec le Dynamo Douala[3]